# Việt Nam năm 2016
Dưới đây là sự kiện trong năm tại Việt Nam 2016.

## Đương nhiệm
| Ảnh | Vị trí            | Tên              |
| --- | ----------------- | ---------------- |
|     | Tổng bí thư       | Nguyễn Phú Trọng |
|     | Chủ tịch nước     | Trương Tấn Sang  |
|     | Thủ tướng         | Nguyễn Tấn Dũng  |
|     | Chủ tịch Quốc hội | Nguyễn Sinh Hùng |

## Sự kiện
- 20 tháng 1-28 tháng 1: Đại hội Đảng Cộng sản Việt Nam XII diễn ra tại Trung tâm Hội nghị Quốc gia Việt Nam, Hà Nội, bầu ra Ban Chấp hành Trung ương Đảng Cộng sản Việt Nam khoá XII.
- Cuối tháng 1: Đợt sóng lạnh ảnh hưởng đến một số địa phương ở Việt Nam.
- Đầu năm 2016: Hạn hán miền Nam Việt Nam nghiêm trọng nhất trong vòng 100 năm.
- 19 tháng 3: Vụ nổ tại Hà Đông 2016
- 6 tháng 4 năm 2016 đến năm 2017: Vụ cá chết hàng loạt ở Việt Nam.
- 22 tháng 5: Bầu cử Quốc hội Việt Nam khóa XIV.
- 23 tháng 5 – 25 tháng 5: Tổng thống Mỹ Barack Obama thăm Việt Nam.
- 4 tháng 6: một tàu du lịch lật úp trên sông Hàn, Đà Nẵng, Việt Nam, khiến ba người chết.
- 5 tháng 8 – 21 tháng 8: Bảy vận động viên Việt Nam tham gia Thế vận hội Mùa hè 2016 ở Rio de Janeiro, Brazil.
- 6 tháng 9 – 7 tháng 9: Tổng thống Pháp François Hollande sang thăm chính thức Việt Nam theo lời mời của Chủ tịch nước Cộng hòa Xã hội chủ nghĩa Việt Nam Trần Đại Quang.
- 2 tháng 11: Ban Bí thư Trung ương Đảng Cộng sản Việt Nam đã họp và quyết định cách chức Bí thư Ban cán sự đảng Bộ Công thương trong thời gian 2011 – 2016 của ông Vũ Huy Hoàng.[1]

## Thể thao
- Giải bóng đá vô địch quốc gia 2016
- Giải bóng đá hạng nhất quốc gia 2016
- Thế vận hội Mùa hè 2016
- Giải bóng đá vô địch châu Âu

## Mất

### Tháng 2
- 1 tháng 2: Viễn Châu, 91-92, soạn giả cải lương[2]
- 11 tháng 2: Cao Lương Bằng, 70, thiếu tướng Quân đội Nhân dân Việt Nam[3]
- 26 tháng 2: Lê Dân, 88, đạo diễn, mất do đột quỵ[4]

### Tháng 3

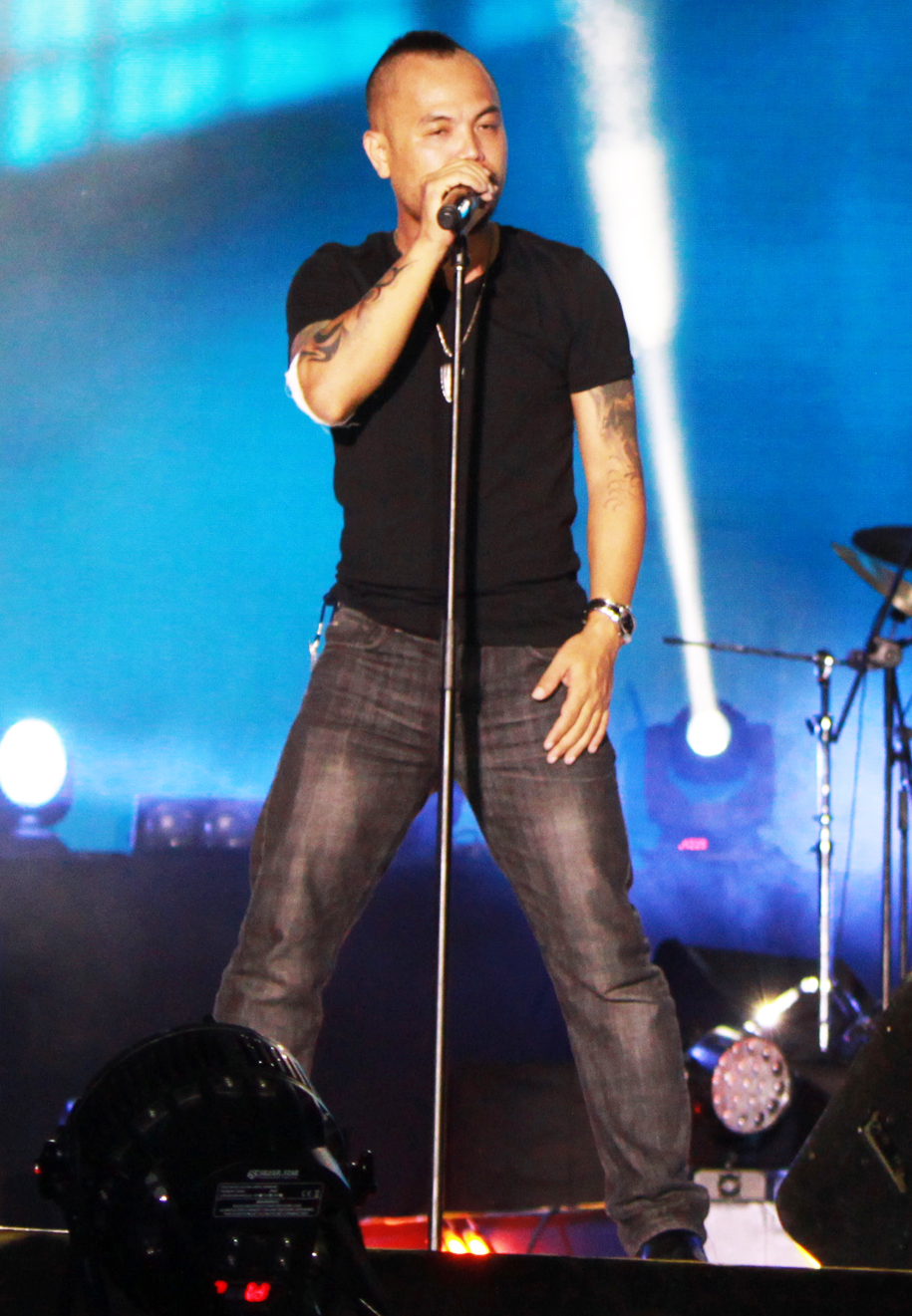
Trần Lập
(1974 – 2016)

- 13 tháng 3: Lý Chánh Trung, 89, chính trị gia, mất do viêm phổi[5]
- 15 tháng 3: Thanh Tùng, 67, nhạc sĩ, mất vì tai biến[6]
- 17 tháng 3: Trần Lập, 41, ca sĩ nhạc rock, ung thư đại trực tràng[7]
- 24 tháng 3: Tạ Chí Đại Trường, 77, sử gia[8]

### Tháng 4
- 14 tháng 4: Nguyễn Ánh 9, 76, nhạc sĩ, bệnh đường hô hấp[9]
- 17 tháng 4: Trần Phước Thọ, 23, cầu thủ bóng đá, tai nạn giao thông[10]

### Tháng 9
- 18 tháng 9: Minh Thuận, 47, ca sĩ

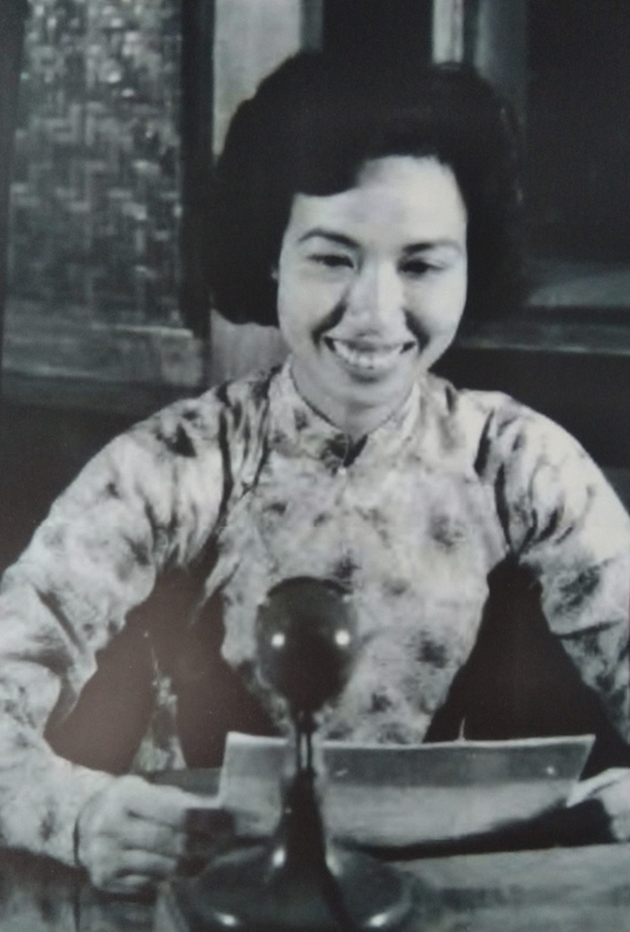
Trịnh Thị Ngọ
(1931 – 2016)

- 30 tháng 9: Trịnh Thị Ngọ, 84–85, phát thanh viên người Việt.[11]

### Tháng 10
- 31 tháng 10: Phạm Bằng, 85, nghệ sĩ[12]